# Shijiazhuang
Pronunciação

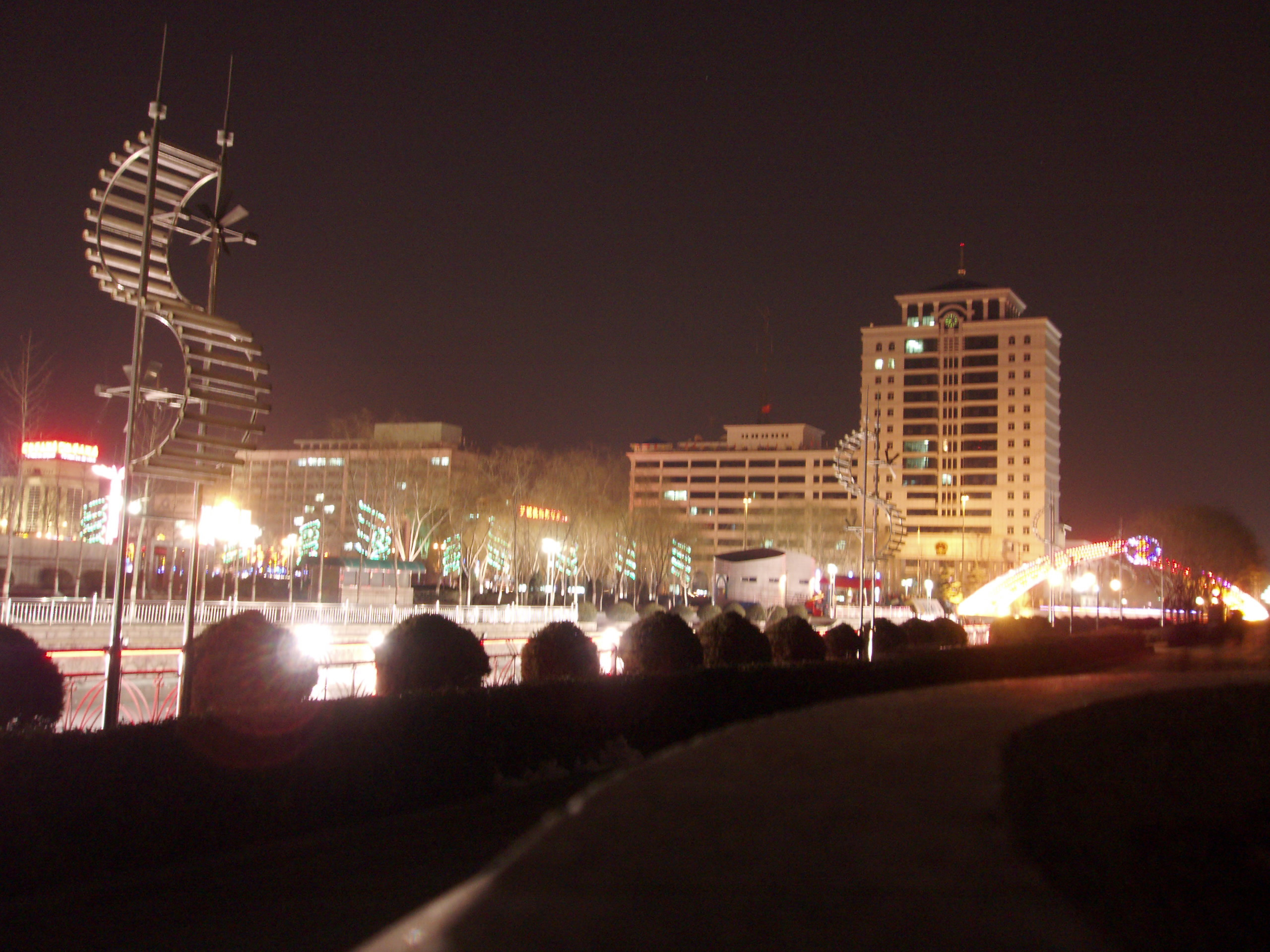
Vista noturna de Shijiazhuang, China

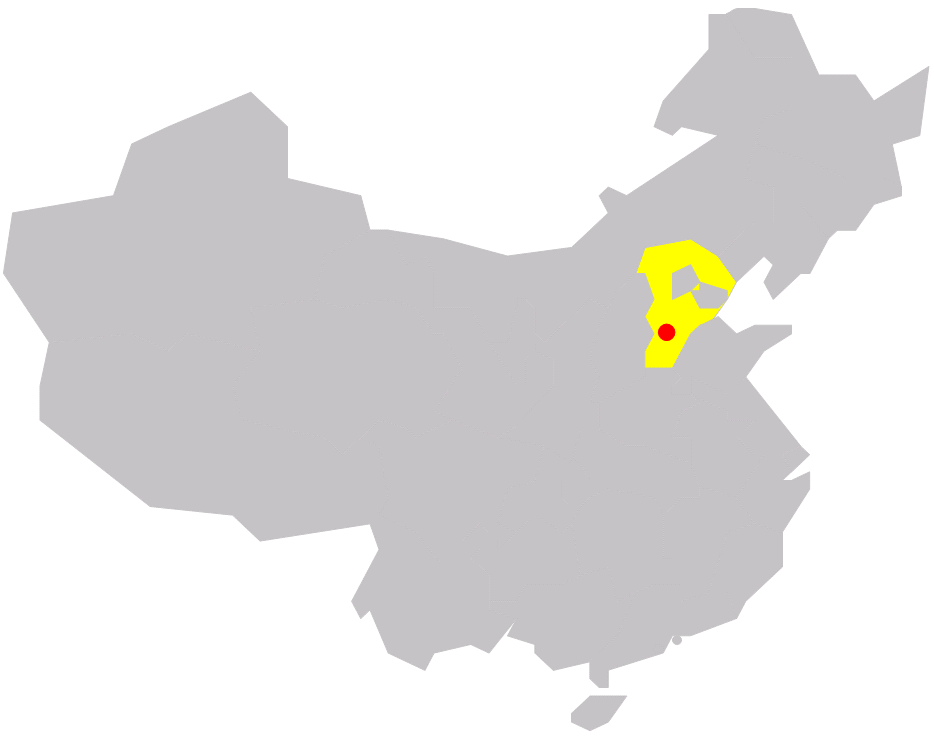
Localização de Shijiazhuang

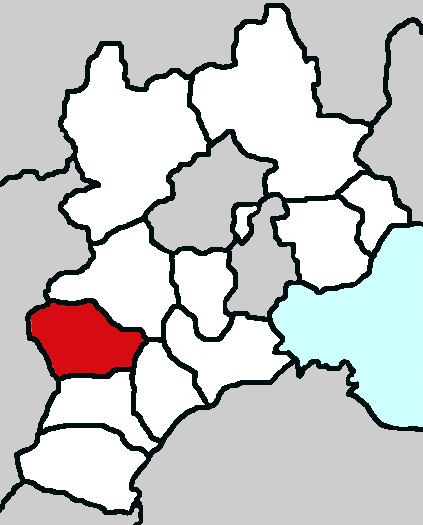
Localização de Shijiazhuang

Shijiazhuang (石家庄, pinyin: Shíjiāzhuāng) é uma cidade da China, capital da província de Hebei. Tem cerca de 10,8 milhões de habitantes (est. 2016).

## Subdivisões
|                           | Chinês   | Área (km²) | População |
| ------------------------- | -------- | ---------- | --------- |
| Distritos                 |          |            |           |
| Distrito de Chang'an      | 长安区   | 110        | 410 000   |
| Distrito de Jingxingkuang | 井陉矿区 | 56         | 100 000   |
| Distrito de Qiaodong      | 桥东区   | 43         | 320 000   |
| Distrito de Qiaoxi        | 桥西区   | 53         | 450 000   |
| Distrito de Xinhua        | 新华区   | 92         | 460 000   |
| Distrito de Yuhua         | 裕华区   | 101        | 430 000   |
| Cidades                   |          |            |           |
| Cidade de Gaocheng        | 藳城市   | 836        | 740 000   |
| Cidade de Jinzhou         | 晋州市   | 619        | 510 000   |
| Cidade de Luquan          | 鹿泉市   | 603        | 360 000   |
| Cidade de Xinji           | 辛集市   | 951        | 610 000   |
| Cidade de Xinle           | 新乐市   | 625        | 450 000   |
| Condados                  |          |            |           |
| Condado de Gaoyi          | 高邑县   | 222        | 180 000   |
| Condado de Jingxing       | 井陉县   | 1 381      | 320 000   |
| Condado de Lingshou       | 灵寿县   | 1 546      | 310 000   |
| Condado de Luancheng      | 栾城县   | 347        | 320 000   |
| Condado de Pingshan       | 平山县   | 2 951      | 450 000   |
| Condado de Shenze         | 深泽县   | 296        | 250 000   |
| Condado de Wuji           | 无极县   | 524        | 480 000   |
| Condado de Xingtang       | 行唐县   | 1 025      | 410 000   |
| Condado de Yuanshi        | 元氏县   | 849        | 390 000   |
| Condado de Zanhuang       | 赞皇县   | 1 210      | 230 000   |
| Condado de Zhao           | 赵县     | 714        | 560 000   |
| Condado de Zhengding      | 正定县   | 568        | 440 000   |